# Sha1sum
sha1sum是一个计算和验证SHA-1哈希值的计算机程序。它通常用于验证文件的完整性。它（或一个变体）默认安装在大多数Linux 发行版上。 sha1sum一起分布的是sha224sum ,sha256sum ,sha384sum和sha512sum ，它使用特定的SHA-2哈希函数。
SHA-1 变体被证明容易受到碰撞攻击，用户应该改用，例如，SHA-2 变体，如sha256sum以防止被对手篡改。  
它包含在GNU Core Utilities 、  Busybox 、 和Toybox 中。 可以使用各种系统的端口，包括 Microsoft Windows。

## 例子
要创建一个包含 SHA-1 哈希的文件（如果未提供）：
```
$ 
sha1sum
 
filename
 
[
filename2
]
 
...
 
>
 
SHA1SUM

```

如果分发一个文件，则.sha1文件扩展名可以附加到文件名，例如：
```
$ 
sha1sum
 
--binary
 
my-zip.tar.gz
 
>
 
my-zip.tar.gz.sha1

```

输出包含格式为“ {hash} SPACE (ASTERISK|SPACE) [{directory} SLASH] {filename} ”的每个文件一行。 （注意，如果哈希摘要创建是在文本模式而不是二进制模式下执行的，那么将有两个空格字符而不是单个空格字符和一个星号。 ） 例如：
```
$ 
sha1sum
 
-b
 
my-zip.tar.gz

d5db29cd03a2ed055086cef9c31c252b4587d6d0 *my-zip.tar.gz

$ 
sha1sum
 
-b
 
subdir/filename2

55086cef9c87d6d031cd5db29cd03a2ed0252b45 *subdir/filename2

```

要验证文件是否已正确下载或未被篡改：
```
$ 
sha1sum
 
-c
 
SHA1SUM

filename: OK

filename2: OK

$ 
sha1sum
 
-c
 
my-zip.tar.gz.sha1

my-zip.tar.gz: OK

```

### 哈希文件树
sha1sum 只能创建一个目录中一个或多个文件的校验和，而不能创建目录树的校验和，即子目录、子子目录等及其包含的文件。 这可以通过将 sha1sum 与带有 -exec 选项的 find 命令结合使用，或通过管道将 find 的输出输入 xargs 来实现。 sha1deep 可以创建目录树的校验和。

使用sha1sum与find：
```
$ 
find
 
s_*
 
-type
 
f
 
-exec
 
sha1sum
 
'{}'
 
\;

65c23f142ff6bcfdddeccebc0e5e63c41c9c1721 s_1/file_s11

d3d59905cf5fc930cd4bf5b709d5ffdbaa9443b2 s_2/file_s21

5590e00ea904568199b86aee4b770fb1b5645ab8 s_a/file_02

```

同样，从管道输出findxargs产生相同的输出：
```
$ 
find
 
s_*
 
-type
 
f
 
|
 
xargs
 
sha1sum

65c23f142ff6bcfdddeccebc0e5e63c41c9c1721 s_1/file_s11

d3d59905cf5fc930cd4bf5b709d5ffdbaa9443b2 s_2/file_s21

5590e00ea904568199b86aee4b770fb1b5645ab8 s_a/file_02

```

## 相关软件
- shasum是一个Perl程序，用于计算任何 SHA-1、224、256、384、512 哈希值。 [6]它是ActivePerl发行版的一部分。
- sha3sum是一个类似名称的程序，用于计算SHA-3 、HAKE、RawSHAKE 和Keccak函数。 [7]
- 这<hash>sum命名约定也被BLAKE团队与b2sum和b3sum 、程序tthsum等使用。
- 在FreeBSD和OpenBSD 上，这些实用程序被称为md5 ,sha1 ，sha256和sha512 。这些版本提供略有不同的选项和功能。此外，FreeBSD 提供了Skein系列的消息摘要。 [8]